# Kepler-24 b
Kepler-24 b (KOI 1102.02, KOI-1102 b, KIC 3231341 b, 2MASS J19213918+3820375 b) — первая из четырёх экзопланет у звезды Kepler-24 в созвездии Лебедя.
Экзопланета представляет собой планету нагретую до 935 Кельвина. Радиус Kepler-24 b равен двум с половиною земным радиусам. Она обращается на расстоянии 0,080 а.е. от звезды, совершая полный оборот за восемь суток.

## Родная звезда
Звезда Kepler-24, также известна как 2MASS J19213918+3820375, относится к звездам спектрального класса G. Звезда находится в 3913 световых лет от Земли в созвездии Лебедя. Вокруг звезды обращаются, как минимум, две планеты и еще два неподтверждённый кандидат в планеты
Kepler-24 — солнцеподобная звезда главной последовательности 14,9 видимой звёздной величины. По размерам и массе она практически идентична нашему дневному светилу. Её масса и радиус равны 1,03 и 1,07 солнечных; температура поверхности составляет около 5800 кельвинов. Звезда получила своё наименование в честь космического телескопа Кеплер, открывшего у неё планеты.

## Статьи
- Eric B. Ford  et all. Transit Timing Observations from Kepler: II. Confirmation of Two Multiplanet Systems via a Non-parametric Correlation Analysis (англ.). — 2011. — arXiv:1201.5409v1.
- William D. Cochran et all. Kepler 18-b, c, and d: A System Of Three Planets Confirmed by Transit Timing Variations, Lightcurve Validation, Spitzer Photometry and Radial Velocity Measurements (англ.). — 2011. — arXiv:1110.0820v1.
- William J. Borucki. Characteristics of planetary candidates observed by Kepler, II: Analysis of the first four months of data (англ.). — 2011. — arXiv:1102.0541v2.
- Stephen R. Kane, Dawn M. Gelino. Decoupling Phase Variations in Multi-Planet Systems (англ.) // The Astrophysical Journal. — IOP Publishing, 2012. — arXiv:1211.6747v1.
- Montet B., Johnson J. DModel-Independent Stellar and Planetary Masses from Multi-Transiting Exoplanetary Systems (недоступная ссылка — история) (англ.). — 2012. — arXiv:1211.4028v1.

## Каталоги
- Kepler-24 b (англ.). exoplanets.org. Архивировано 11 июля 2013 года.
- Kepler-24 b (англ.). Open Exoplanet Catalogue. Архивировано из оригинала 11 июля 2013 года.
- Kepler-24 b (англ.). Ames Research Center. Архивировано 11 июля 2013 года.
- Kepler-24 b (англ.). NASA Exoplanet Archive. Архивировано 11 июля 2013 года.
- Kepler-24 b (англ.). SIMBAD. Архивировано 11 июля 2013 года.